# Base Bharathi
Bharathi (del sánscrito: भारती), Bharati o Bharti es el nombre de una estación de investigación de la India ubicada en las colinas Larsemann de la Tierra de la Princesa Isabel en la Antártida Oriental. 
Es la tercera base antártica de la India y junto con Maitri, las dos únicas activas de ese país. Esta estación de investigación ha estado activa desde el 18 de marzo de 2012, aunque no ha sido inaugurada formalmente todavía. Desde su construcción, la India se volvió una de las nueve naciones en tener múltiples bases dentro del círculo polar antártico. Las investigaciones en Bharathi se enfocan en estudios oceanográficos y del fenómeno de la ruptura continental. Adicionalmente, estas investigaciones proporcionan conocimientos para comprender la historia geológica del subcontinente indio. 

## Instalaciones
El proyecto para la creación de la estación satelital terrena se lleva a cabo por la Electronics Corporation of India Limited (ECIL) desde el Centro Nacional de Percepción Remota (NRSC) por un valor de contrato de 50 millones de rupias.
La transmisión de datos por satélite a alta velocidad en tiempo real desde la estación de Bharathi al Centro Nacional de Teleobservación en Hyderabad se realizará para el procesamiento de imágenes una vez que el proyecto comience a funcionar.
En 2007 el ECIL también estableció la comunicación entre Maitri y el National Centre for Antarctic & Ocean Research (NCAOR) en Goa. Otras investigaciones que científicos de la India realizarán en Bharathi serán sobre tectónica y estructuras geológicas.